# Vajna Zoltán
Vajna Zoltán (Kolozsvár, Románia, 1928. augusztus 15. – 2023. május 27.) Széchenyi-díjas gépészmérnök, egyetemi tanár, a Magyar Tudományos Akadémia rendes tagja. Kutatási területe a folyadékok mechanikája, az áramlástechnikai gépek és csőhálózatok áramlási viszonyai és méretezése. 1990 és 1994 között a Budapesti Műszaki Egyetem Gépészmérnöki Karának dékánja.

## Életpályája
Elemi iskolai tanulmányait a kolozsvári német nyelvű evangélikus iskolában, a középiskolait a kolozsvári református kollégiumban végezte. Egy évet tanult a kolozsvári Bolyai Egyetem matematika-fizika szakán, majd 1948 őszén Magyarországra átszökve kezdte meg egyetemi tanulmányait a Budapesti Műszaki Egyetem Gépészmérnöki Karán, ahol 1952-ben szerzett gépészmérnöki diplomát. Ennek megszerzése után a Magyar Tudományos Akadémia ösztöndíjasa volt három évig. Ezt követően a Szellőző Művek kutatómérnöke volt, majd egy évre rá az egyetem Gépészmérnöki Kar Áramlástan Tanszékének tudományos főmunkatársa lett. Itt huszonkét évig dolgozott, majd 1988 és 1990 között tudományos tanácsadói és címzetes egyetemi tanári megbízást kapott. 1990-ben egyetemi tanári kinevezést kapott, ugyanekkor a kar dékánjává választották. Tisztségét 1994-ig töltötte be. Ezt követően a Vízgépek Tanszéken dolgozott egyetemi tanárként. 1998-ban professor emeritusi címet kapott.
1955-ben védte meg a műszaki tudományok kandidátusi, 1988-ban akadémiai doktori értekezését. Az MTA Áramlás- és Hőtechnikai Bizottságának lett tagja, amelynek több évig elnöke volt. 1993-ban megválasztották a Magyar Tudományos Akadémia levelező, 1998-ban pedig rendes tagjává. Közben 1995-től több éven át a Doktori Tanács munkájában is részt vett. 2002 és 2008 között az akadémia Felügyelőbizottságának tagja volt. Akadémiai tisztségei mellett a Mechanikai Tudományok Nemzetközi Központja magyar nemzeti bizottságának elnöke, valamint 2001-től a Magyar Ösztöndíj Bizottság tagja volt. Ezenkívül a Gépipari Tudományos Egyesület és a Johannita Lovagrend tevékenységében is szerepet vállalt.
A kolozsvári Nyilas Misi tehetségtámogató programnak a kezdetektől fogva hűséges támogatója volt.

## Díjai, elismerései
- Akadémiai Díj (1977)
- A Helytállásért 56-os Emlékérem (1991)
- Szent-Györgyi Albert-díj (1992)
- A Magyar Köztársasági Érdemrend tisztikeresztje (1994)
- Széchenyi-díj (1997)
- Ipolyi Arnold tudományfejlesztési díj (1998, OTKA)

## Főbb publikációi
- Zur Berechnung der Drallregelung von Radialventilatoren (1961)
- Ventilátorok (társszerző, 1966)
- Válogatott fejezetek az áramlástechnikából (1967)
- Vegyészmérnöki Kézikönyv (társszerző, 1968)
- Some Limitation on the Use of Fluidic Pulse Width and Pulse Position Modulation for Phase Measurement (társszerző, 1972)
- A hazai mechanikai kutatás (társszerző, 1976)
- Nagyméretű hurkolt csőhálózatok számítása (1979)
- Basic alapismeretek I.–II. (társszerző, 1982)
- Economically Computerized Calculations for Large-size Looped Pipe-networks (társszerző, 1982)
- Kvázi-háromdimenziós módszer félaxiális átömlésű áramlástechnikai gépek méretezésére (1987)
- Áramlástechnikai gépek lapátrácsainak méretezése – eredmények és lehetőségek (1994)
- Hurkos csőhálózatok méretezése (1999)